# Potuliny
Potuliny – osada w Polsce położona w województwie zachodniopomorskim, w powiecie łobeskim, w gminie Resko, około 0,7 km na wschód od jeziora Łabuń.
W latach 1975–1998 miejscowość administracyjnie należała do województwa szczecińskiego.
W miejscowości był przystanek kolejowy Potuliny.

## Zabytki
- park dworski, pozostałość po dworze[3].